# Ford Anglia
Ford Anglia – samochód osobowy klasy kompaktowej produkowany przez brytyjski oddział koncernu Ford Motor Company (Ford of Britain) w latach 1939–1967.

## Pierwsza generacja

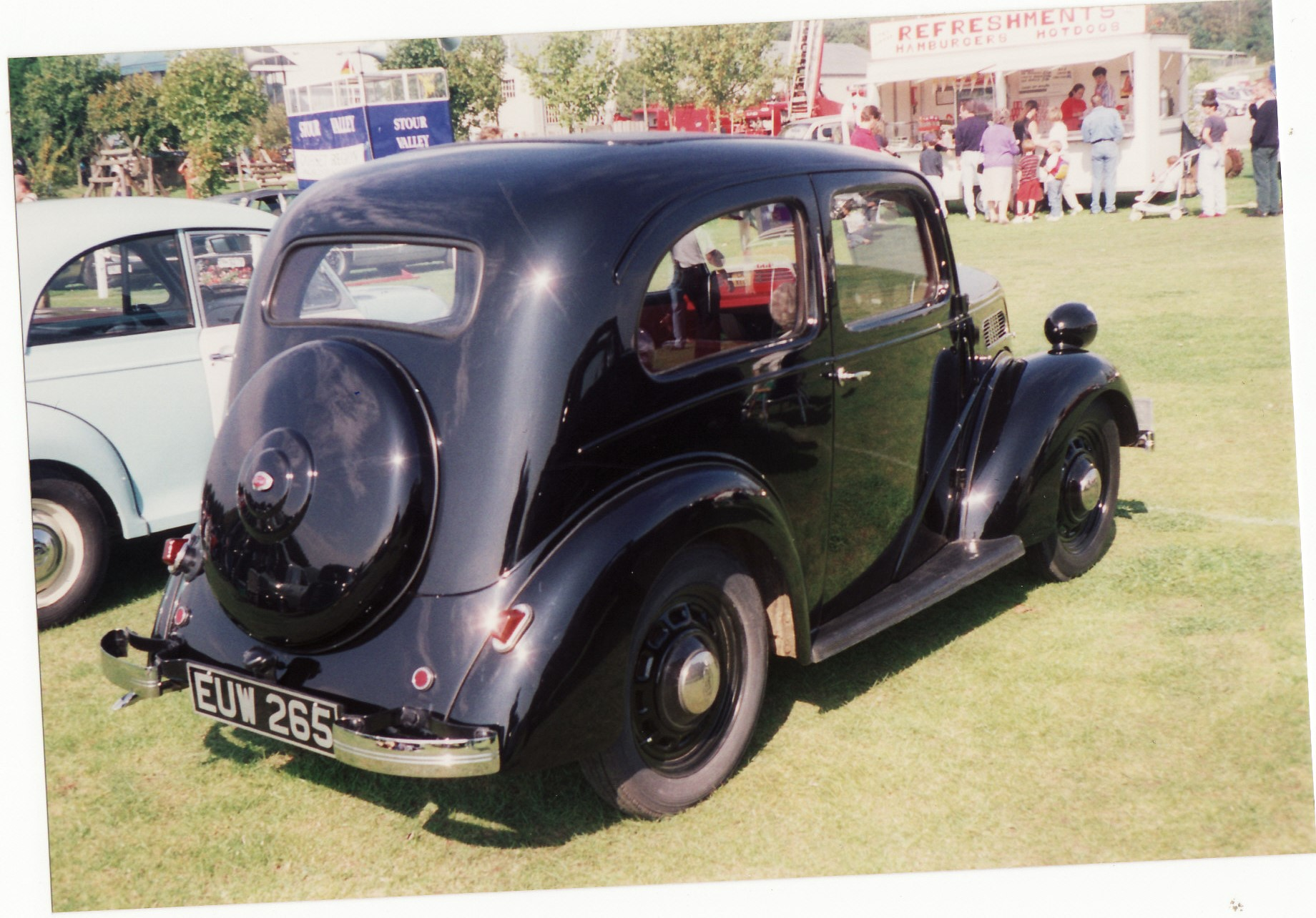
Ford Anglia I - tył

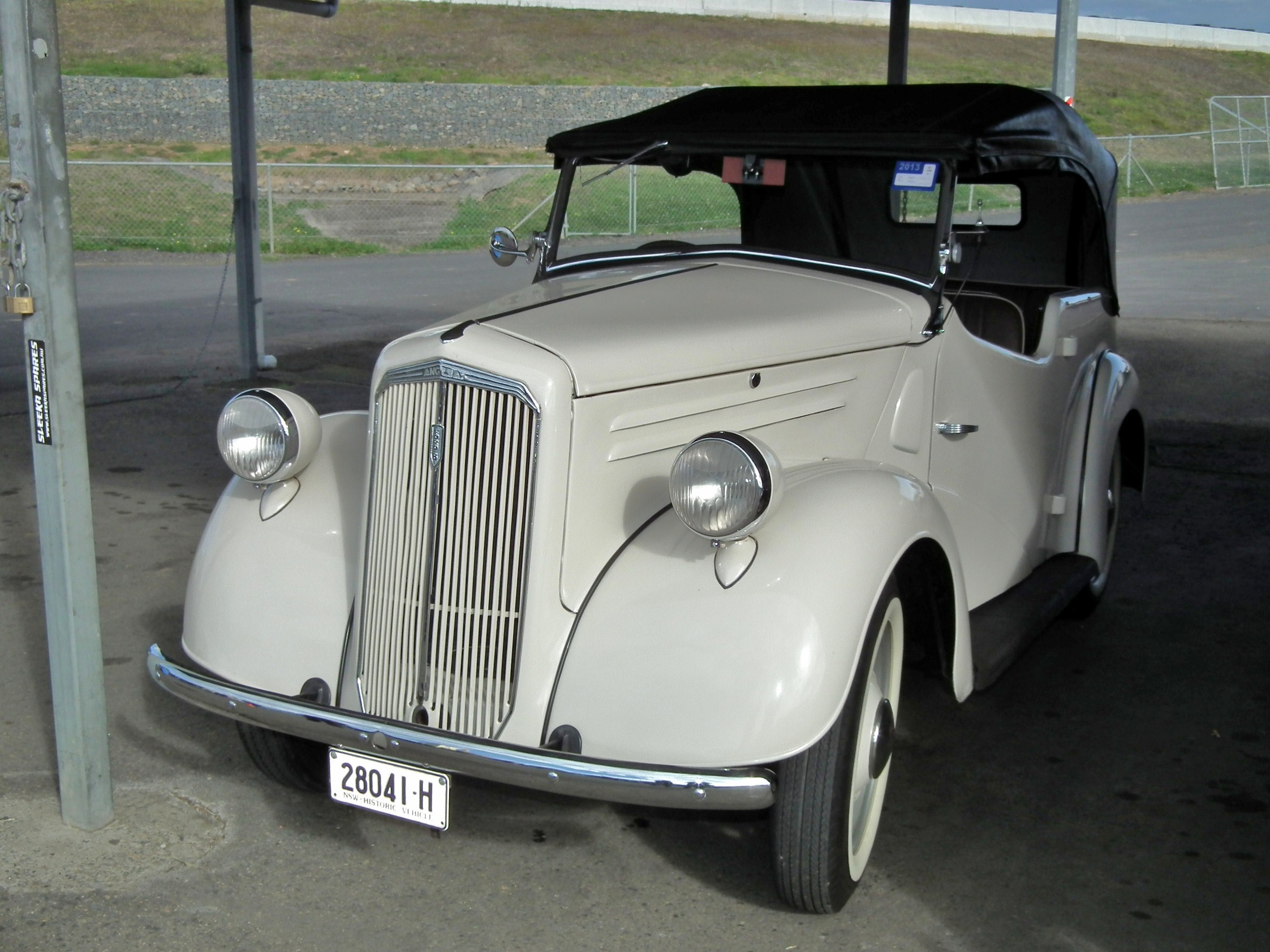
Ford Anglia I Cabriolet

Ford Anglia I został zaprezentowany po raz pierwszy w 1939 roku.
Pod koniec lat 30. XX wieku brytyjski oddział Forda przedstawił nowy kompaktowy model Anglia oparty na produkowanym już od roku hatchbacku Prefect. W stosunku do niego, Ford Anglia pełnił funkcję tańszej i bardziej przystępnej alternatywy. Pod kątem stylistycznym, samochód wyróżniał się wyraźnie zaznaczonymi błotnikami z umieszczonymi na nich okrągłych reflektorach. Pas przedni zdobiła z kolei wąska, chromowana atrapa chłodnicy.

### Australia
Ford Anglia I był produkowany i oferowany także na rynku australijskim i nowozelandzkim. Specjalnie na potrzeby tamtych rynków, ofertę uzupełniła także dodatkowa odmiana nadwoziowa pickup w stylu coupe utility.

### Silniki
- L4 1.0l Sidevalve
- L4 1.2l Sidevalve

## Druga generacja

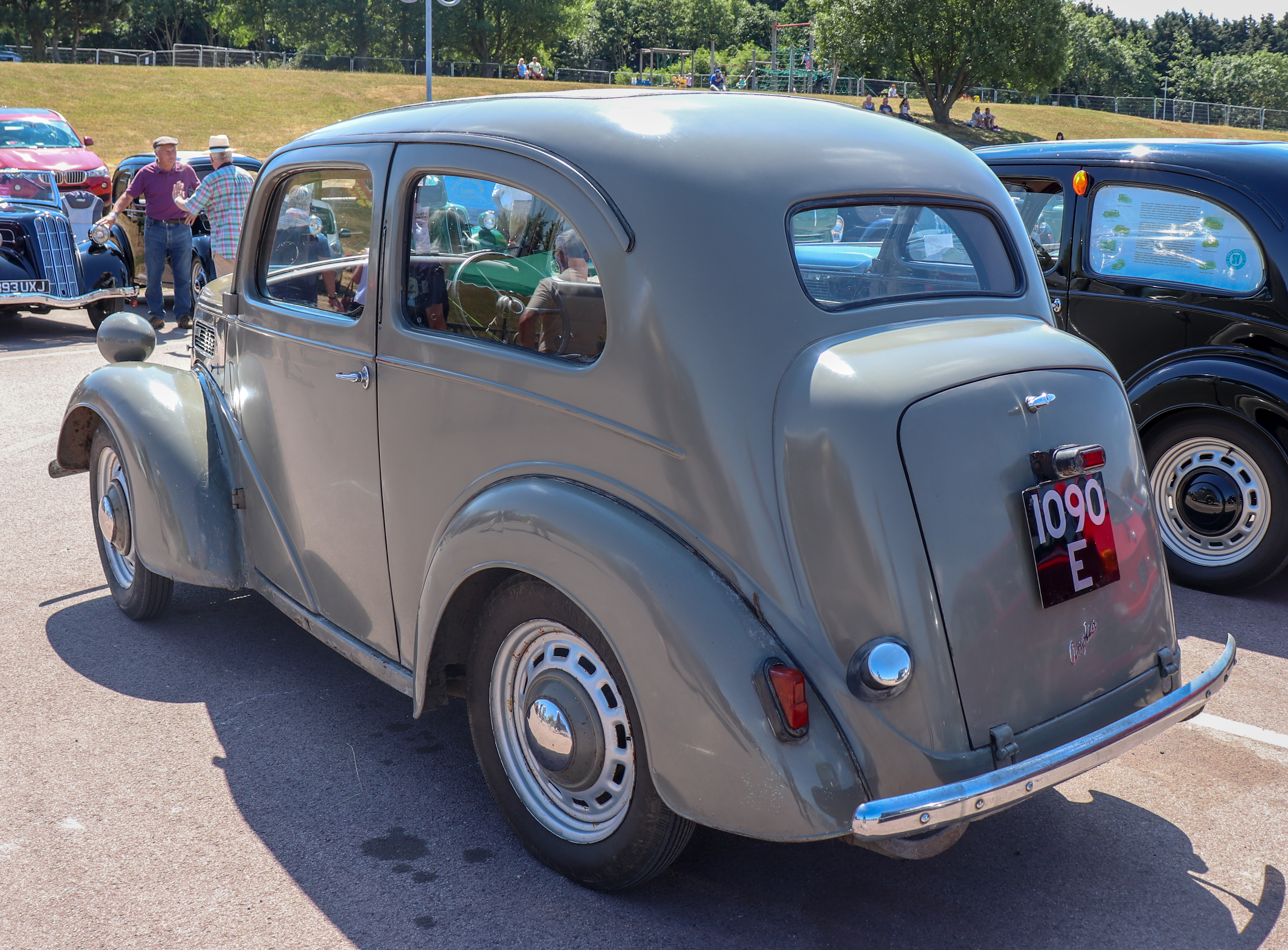
Ford Anglia II - tył

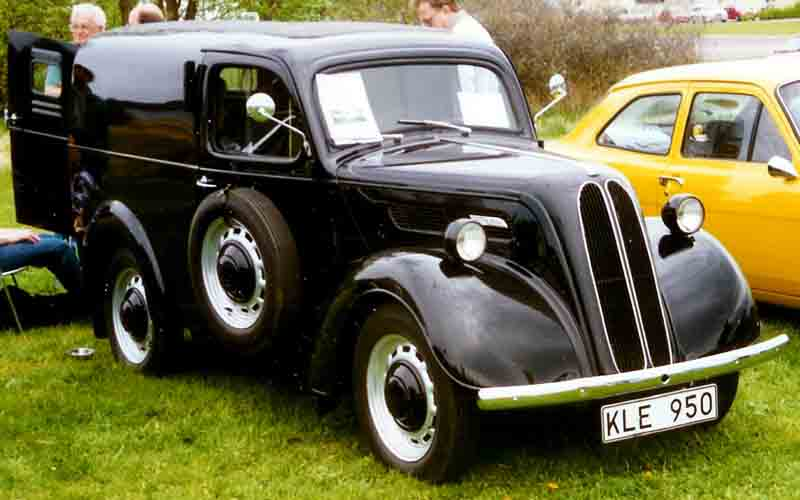
Ford Anglia II Panel Van

Ford Anglia II został zaprezentowany po raz pierwszy w 1949 roku.
Po trwającej 10 lat produkcji pierwszej generacji, Ford przedstawił drugą generację modelu Anglia. Samochód przeszedł ewolucyjny zakres zmian. Z przodu pojawiła się dwuczęściowa atrapa chłodnicy i większe reflektory, z kolei boczne panele zdobiły wyraźniej zaznaczone przetłoczenia. Ford Anglia II zyskał większe i przestronniejsze nadwozie, które zyskało szczególnie na długości.

### Australia
Podobnie jak w przypadku poprzednika, Ford Anglia II był oferowany i produkowany także z przeznaczeniem na rynek australijski i nowozelandzki. Oferta ponownie została uzupełniona przez odmianę pickup w stylu coupe utility.

### Silniki
- L4 1.0l Straight-4

## Trzecia generacja

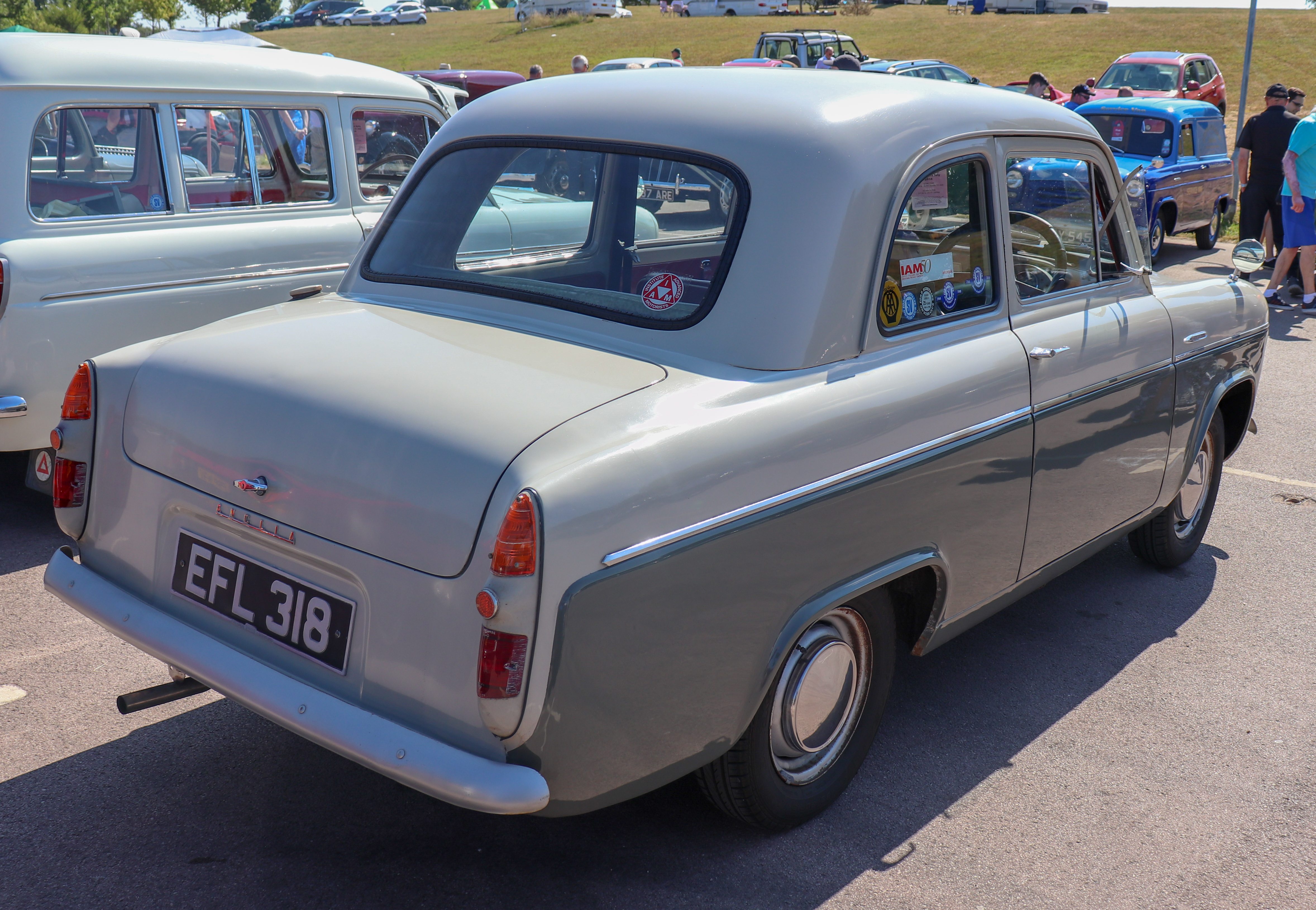
Ford Anglia III - tył

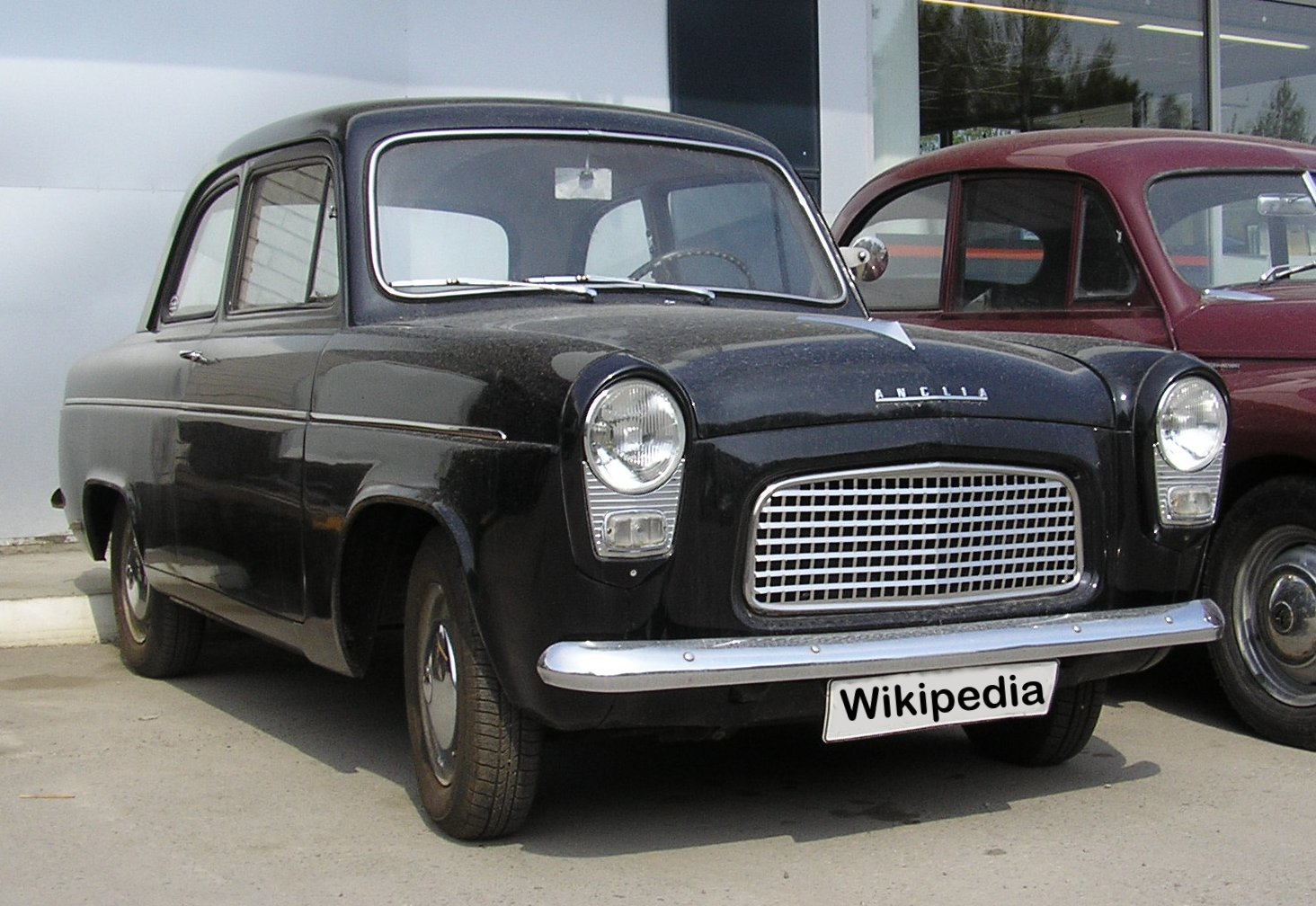
Ford Anglia III po liftingu

Ford Anglia III został zaprezentowany po raz pierwszy w 1953 roku.
Trzecia generacja Anglii została opracowana przez brytyjski oddział Forda jako część obszernej gamy kompaktowych modeli marki nowej generacji. Podobnie jak nowe wcielenia modeli Popular i Prefect, Anglia uzyskała trójbryłowe nadwozie z bardziej zwartymi proporcjami. Charakterystyczną cechą wyglądu stały się pionowe, zaokrąglone reflektory umieszczone w błotnikach.

### Lifting
W październiku 1957 roku Ford przedstawił Forda Anglię trzeciej generacji po modernizacji. W jej ramach zmieniono układ atrapy chłodnicy, która zyskała układ chromowanej kraty. Ponadto, zmienił się też kształt zderzaków.

### Silniki
- L4 1.2l Straight-4

## Czwarta generacja

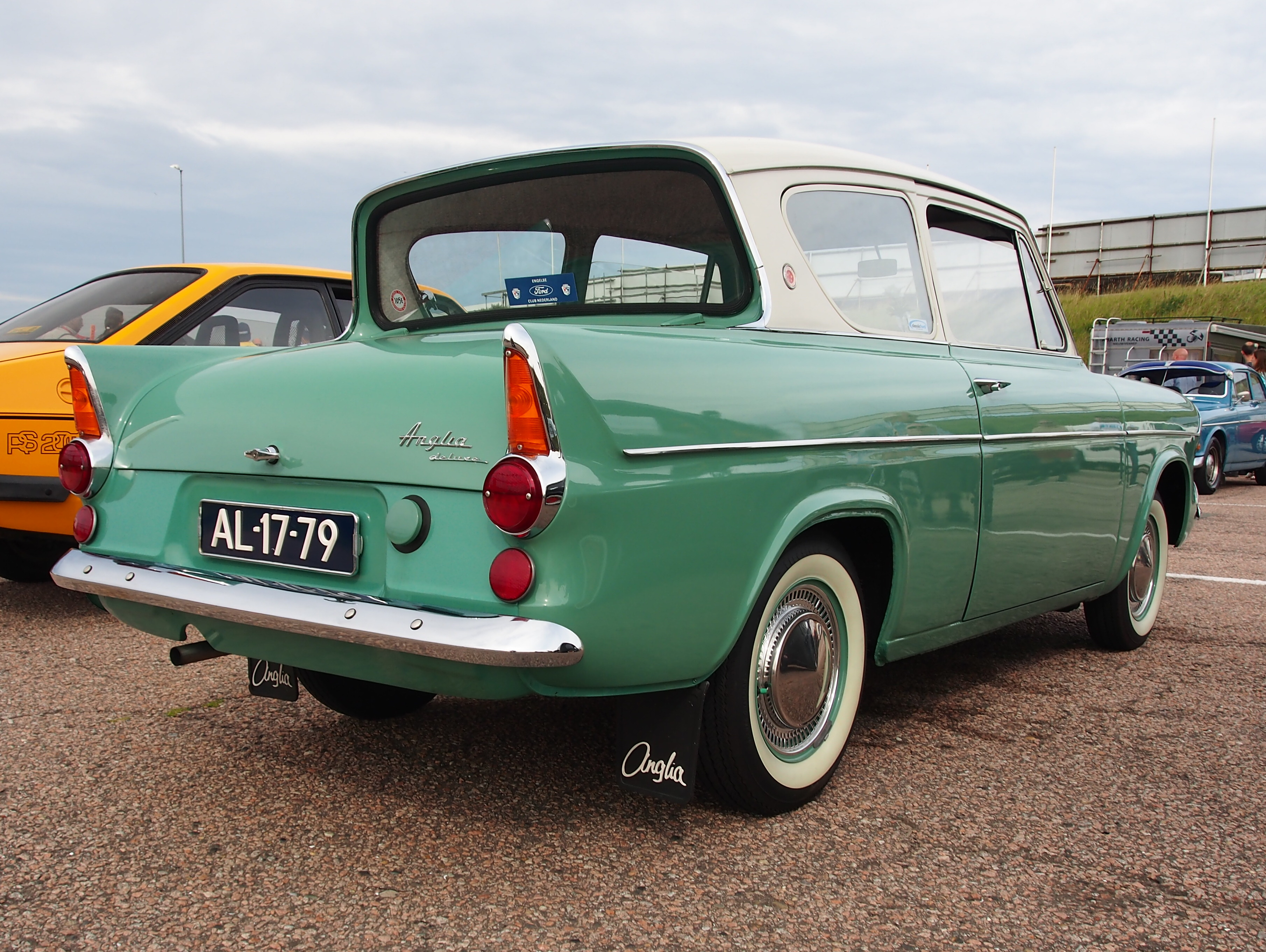
Ford Anglia IV - tył

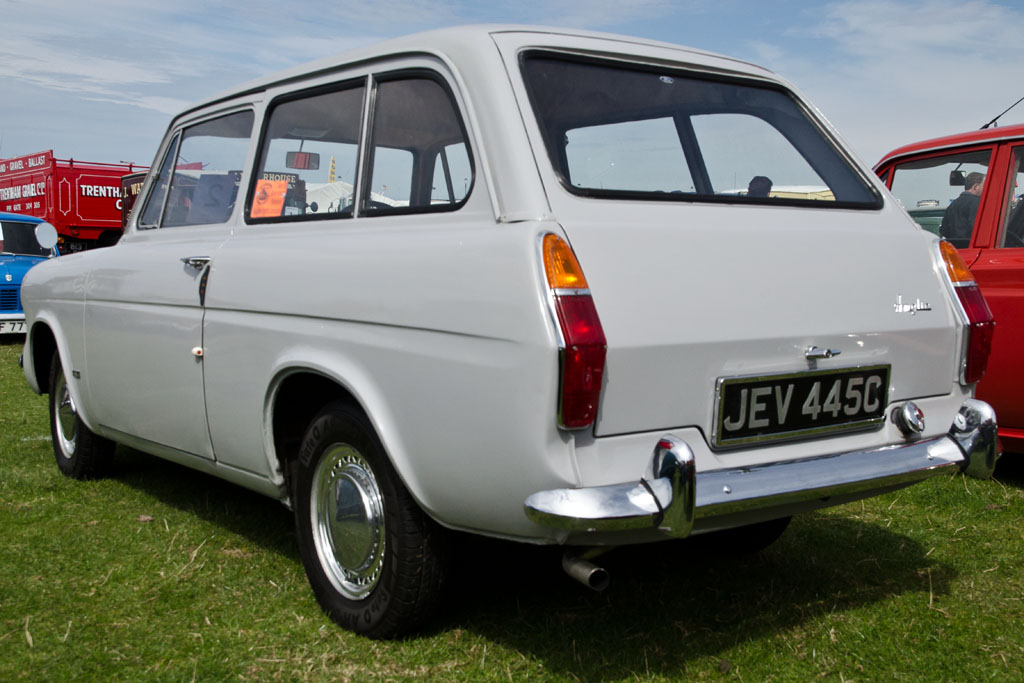
Ford Anglia IV Kombi

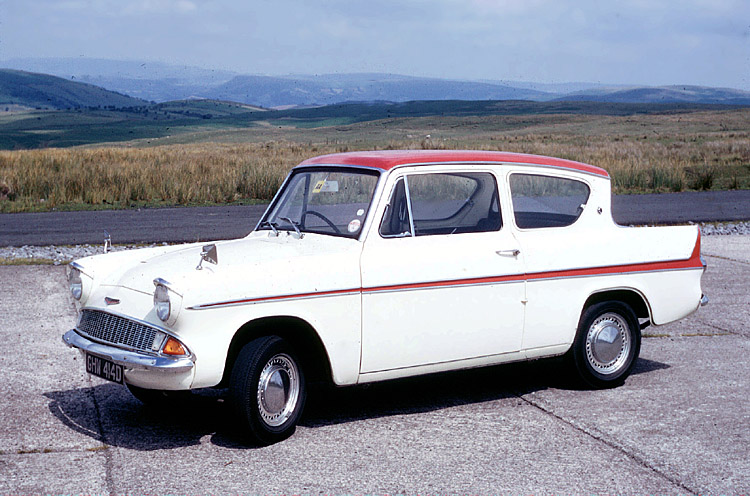
Ford Anglia Super

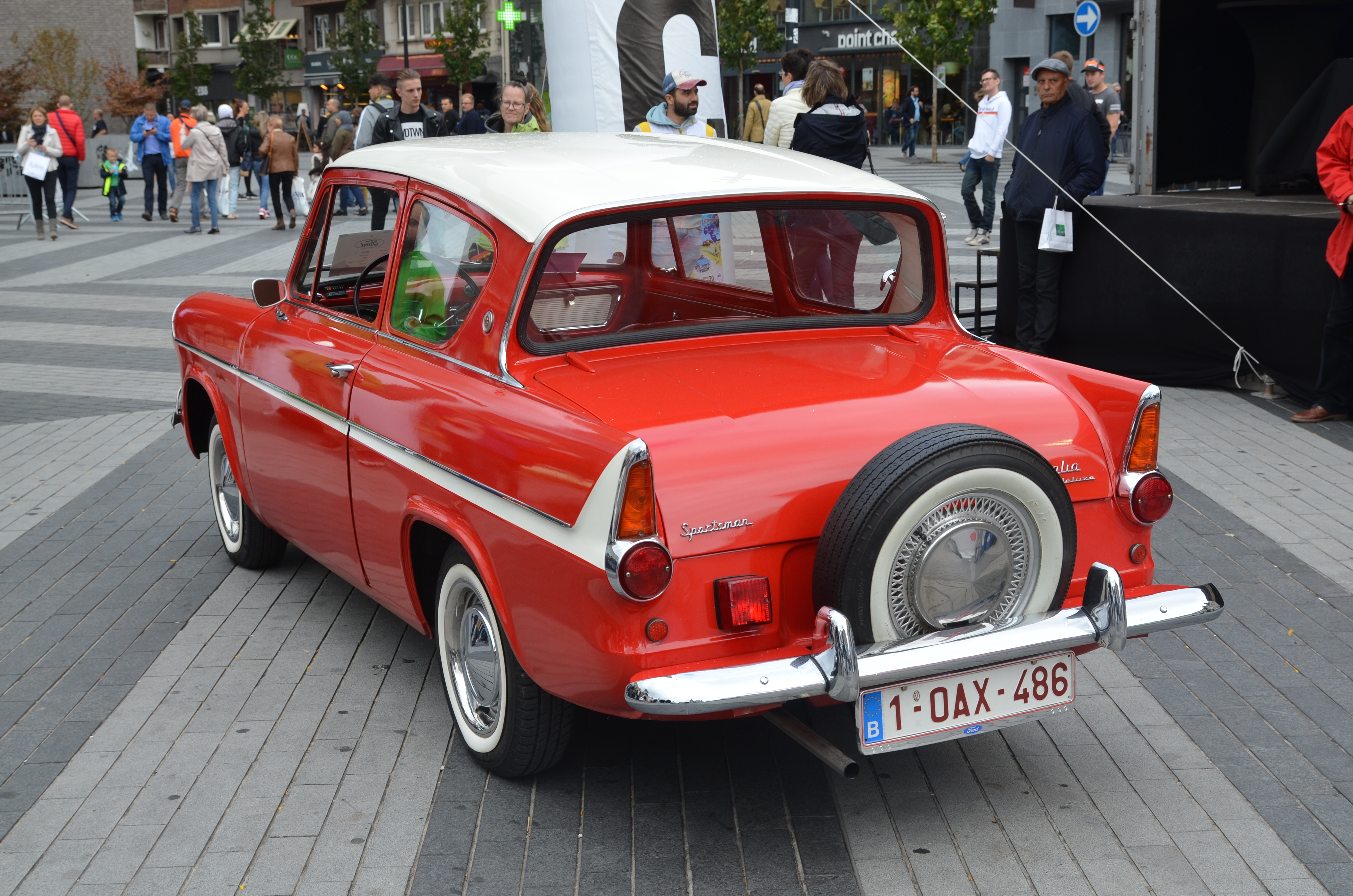
Ford Anglia Sportsman

Ford Anglia IV został zaprezentowany po raz pierwszy w 1959 roku.
Jesienią 1959 roku brytyjski oddział Forda przedstawił czwartą i zarazem ostatnią odsłonę modelu Anglia. Koncepcja kompaktowego, 2-drzwiowego sedana znana z poprzednika przeszła gruntowne zmiany, adaptując się do nowego kierunku stylistycznego. 
Samochód zyskał bardziej zaokrąglone proporcje nadwozia, ze strzelistym zabudowaniem kloszy reflektorów i ostro zakończonymi tylnymi błotnikami z wąskimi, podłużnymi lampami. Charakterystyczną cechą wyglądu piątej generacji Forda Anglii była nachylona pod ujemnym kątem do tyłu tylna szyba, a także dwukolorowe malowanie nadwozia i chromowana listwa biegnąca przez całą długość nadwozia po obu stronach.

### Wersje specjalne
W 1959 roku Ford zastąpił linię modelową Prefect luksusową i droższą odmianą Ford Anglia Super, która charakteryzowała się bogatszym wyposażeniem, mocniejszym silnikiem i większą liczbą chromowanych ozdobników. Ponadto, ofertę Anglii czwartej generacji tworzyła też odmiana Ford Anglia Sportsman, która charakteryzowała się m.in. charakterystycznym, kołem zapasowym umieszczonym nad tylnym zderzakiem.

### Koniec produkcji i następca
Produkowany przez 8 lat Ford Anglia pozostał najpopularniejszą odmianą modelu w 28-letniej historii tej linii modelowej. Produkcja, która odbywała się w Wielkiej Brytanii, Australii i Nowej Zelandii, zakończyła się 1 004 737 wyprodukowanych sztuk - to 63% całej produkcji tej linii modelowej.
W 1967 roku Ford zdecydował się zastąpić Anglię zupełnie nowym modelem o nazwie Escort.

### W popkulturze
Czwarta generacja Forda Anglia używana jest przez rodzinę Weasleyów w powieści „Harry Potter i Komnata Tajemnic”. Ford Anglia IV wystąpił też w ekranizacji tej powieści w reżyserii Chrisa Columbusa.
Ford Anglia eksportowany był również do USA, gdzie był tańszy od wszystkich samochodów amerykańskich (w 1960 roku: 1583 dolary).

### Silniki
- L4 1.0l OHV
- L4 1.2l OHV